# HMS Hyderabad (K212)
«Гайдарабад» (англ. HMS Hyderabad (K212) — військовий корабель, корвет типу «Флавер» Королівського військово-морського флоту Великої Британії за часів Другої світової війни.
Корвет «Гайдарабад» був закладений 24 грудня 1940 року на верфі компанії Alexander Hall & Co., в Абердині. 23 вересня 1941 року він був спущений на воду, а 23 лютого 1942 року увійшов до складу Королівських ВМС Великої Британії.

## Бойовий шлях

### Бій у Баренцовому морі
31 грудня 1942 року корвет «Гайдарабад» виконував бойове завдання з супроводу конвою JW 51B з Лох Ю до радянського Мурманська, коли транспорти наразились на німецькі бойові кораблі. Німецькі сили у складі важкого крейсера «Адмірал Гіппер», «кишенькового» лінкора «Лютцов» і шести есмінців ухвалили рішення перехопити і знищити конвой. Незважаючи на довгий і наполегливий обстріл конвою, британці, не втративши жодного транспортного судна конвою, зуміли відбити атаку німців.
26 травня 1943 року британські фрегат «Тест» і корвет «Гайдарабад» потопили західніше мису Ортегаль глибинними бомбами німецький підводний човен U-436 з капітаном Г. Зейбікке та усім екіпажем.